# Campeonato Europeu de Patinação Artística no Gelo de 1970
O Campeonato Europeu de Patinação Artística no Gelo de 1970 foi a sexagésima segunda edição do Campeonato Europeu de Patinação Artística no Gelo, um evento anual de patinação artística no gelo organizado pela União Internacional de Patinação (em inglês:  International Skating Union) onde os patinadores artísticos competem pelo título de campeão europeu. A competição foi disputada entre os dias 4 de fevereiro e 8 de fevereiro, na cidade de Leningrado, União Soviética.

## Eventos
- Individual masculino
- Individual feminino
- Duplas
- Dança no gelo

## Medalhistas
| Evento                        | Ouro                                                      | Prata                                                 | Bronze                                                        |
| Individual masculino detalhes | Ondrej Nepela · Tchecoslováquia                           | Patrick Péra · França                                 | Günter Zöller · Alemanha Oriental                             |
| Individual feminino detalhes  | Gabriele Seyfert · Alemanha Oriental                      | Beatrix Schuba · Áustria                              | Zsuzsa Almássy · Hungria                                      |
| Duplas detalhes               | Irina Rodnina · Alexei Ulanov · União Soviética           | Liudmila Smirnova · Andrei Suraikin · União Soviética | Heidemarie Steiner · Heinz-Ulrich Walther · Alemanha Oriental |
| Dança no gelo detalhes        | Liudmila Pakhomova · Alexander Gorshkov · União Soviética | Angelika Buck · Erich Buck · Alemanha Ocidental       | Tatiana Voitiuk · Viacheslav Zhigalin · União Soviética       |

## Resultados

### Individual masculino
| Pos.              | Nome                | Nacionalidade      |
| ----------------- | ------------------- | ------------------ |
| Medalha de ouro   | Ondrej Nepela       | Tchecoslováquia    |
| Medalha de prata  | Patrick Péra        | França             |
| Medalha de bronze | Günter Zöller       | Alemanha Oriental  |
| 4                 | Sergei Chetverukhin | União Soviética    |
| 5                 | Sergei Volkov       | União Soviética    |
| 6                 | Haig Oundjian       | Reino Unido        |
| 7                 | Yuri Ovchinnikov    | União Soviética    |
| 8                 | Günter Anderl       | Áustria            |
| 9                 | Jan Hoffmann        | Alemanha Oriental  |
| 10                | Daniel Höner        | Suíça              |
| 11                | Jacques Mrozek      | França             |
| 12                | John Curry          | Reino Unido        |
| 13                | Ralf Richter        | Alemanha Oriental  |
| 14                | Klaus Grimmelt      | Alemanha Ocidental |
| 15                | Zdeněk Pazdírek     | Tchecoslováquia    |
| 16                | Jozef Zidek         | Tchecoslováquia    |
| 17                | László Vajda        | Hungria            |
| 18                | Stefano Bargauan    | Itália             |
| 19                | Didier Gailhaguet   | França             |
| 20                | Thomas Callerud     | Suécia             |
| 21                | Piotr Roszko        | Polônia            |
| 22                | Gheorghe Fazekas    | Romênia            |
| 23                | Zoran Matas         | Iugoslávia         |

### Individual feminino
| Pos.              | Nome              | Nacionalidade      |
| ----------------- | ----------------- | ------------------ |
| Medalha de ouro   | Gabriele Seyfert  | Alemanha Oriental  |
| Medalha de prata  | Beatrix Schuba    | Áustria            |
| Medalha de bronze | Zsuzsa Almássy    | Hungria            |
| 4                 | Rita Trapanese    | Itália             |
| 5                 | Elisabeth Nestler | Áustria            |
| 6                 | Patricia Ann Dodd | Reino Unido        |
| 7                 | Elena Alexandrova | União Soviética    |
| 8                 | Ludmila Bezakova  | Tchecoslováquia    |
| 9                 | Sonja Morgenstern | Alemanha Oriental  |
| 10                | Eileen Zillmer    | Alemanha Ocidental |
| 11                | Charlotte Walter  | Suíça              |
| 12                | Alla Korneva      | União Soviética    |
| 13                | Frances Waghorn   | Reino Unido        |
| 14                | Liana Drahova     | Tchecoslováquia    |
| 15                | Simone Gräfe      | Alemanha Oriental  |
| 16                | Cinzia Frosio     | Itália             |
| 17                | Lia Does          | Países Baixos      |
| 18                | Marion von Cetto  | Alemanha Ocidental |
| 19                | Zsofia Wagner     | Hungria            |
| 20                | Mirosława Nowak   | Polônia            |
| 21                | Anita Johansson   | Suécia             |
| 22                | Beatrice Hustiu   | Romênia            |
| WD                | Joëlle Cartaux    | França             |

### Duplas
| Pos.              | Nome                                      | Nacionalidade      |
| ----------------- | ----------------------------------------- | ------------------ |
| Medalha de ouro   | Irina Rodnina / Alexei Ulanov             | União Soviética    |
| Medalha de prata  | Liudmila Smirnova / Andrei Suraikin       | União Soviética    |
| Medalha de bronze | Heidemarie Steiner / Heinz-Ulrich Walther | Alemanha Oriental  |
| 4                 | Galina Karelina / Georgi Proskurin        | União Soviética    |
| 5                 | Almut Lehmann / Herbert Wiesinger         | Alemanha Ocidental |
| 6                 | Anette Kansy / Axel Salzmann              | Alemanha Oriental  |
| 7                 | Manuela Groß / Uwe Kagelmann              | Alemanha Oriental  |
| 8                 | Brunhilde Baßler / Eberhard Rausch        | Alemanha Ocidental |
| 9                 | Janina Poremska / Piotr Sczypa            | Polônia            |
| 10                | Dana Fialova / Josef Tuma                 | Tchecoslováquia    |
| 11                | Mona Szabo / Pierre Szabo                 | Suíça              |
| 12                | Grażyna Osmańska / Adam Brodecki          | Polônia            |
| 13                | Evelyne Scharf / Wilhelm Bietak           | Áustria            |
| 14                | Karin Künzle / Christian Künzle           | Suíça              |
| 15                | Éva Farkas / Tamas Korpás                 | Hungria            |

### Dança no gelo
| Pos.              | Nome                                    | Nacionalidade      |
| ----------------- | --------------------------------------- | ------------------ |
| Medalha de ouro   | Liudmila Pakhomova / Alexander Gorshkov | União Soviética    |
| Medalha de prata  | Angelika Buck / Erich Buck              | Alemanha Ocidental |
| Medalha de bronze | Tatiana Voitiuk / Viacheslav Zhigalin   | União Soviética    |
| 4                 | Annerose Baier / Eberhard Rüger         | Alemanha Oriental  |
| 5                 | Susan Getty / Roy Bradshaw              | Reino Unido        |
| 6                 | Elena Zharkova / Gennadi Karponosov     | União Soviética    |
| 7                 | Hilary Green / Glyn Watts               | Reino Unido        |
| 8                 | Ilona Berecz / István Sugar             | Hungria            |
| 9                 | Teresa Weyna / Piotr Bojańczyk          | Polônia            |
| 10                | Elisabeth Bugiel / Michel Bouttier      | França             |
| 11                | Matilde Ciccia / Lamberto Ceserani      | Itália             |
| 12                | Astrid Kopp / Axel Kopp                 | França             |
| 13                | Krisztina Regőczy / András Sallay       | Hungria            |
| 14                | Svetlana Marinovova / Milos Bursik      | Tchecoslováquia    |
| 15                | Eva Sklenska / Jan Gresek               | Tchecoslováquia    |
| 16                | Tatiana Grossen / Alessandro Grossen    | Suíça              |

## Quadro de medalhas
| Ordem | País               | Medalha de ouro | Medalha de prata | Medalha de bronze |    | Ordem por total |
| ----- | ------------------ | --------------- | ---------------- | ----------------- | -- | --------------- |
| 1     | União Soviética    | 2               | 1                | 1                 | 4  | 1               |
| 2     | Alemanha Oriental  | 1               |                  | 2                 | 3  | 2               |
| 3     | Tchecoslováquia    | 1               |                  |                   | 1  | 3               |
| 4     | Alemanha Ocidental |                 | 1                |                   | 1  | 3               |
| 4     | Áustria            |                 | 1                |                   | 1  | 3               |
| 4     | França             |                 | 1                |                   | 1  | 3               |
| 7     | Hungria            |                 |                  | 1                 | 1  | 3               |
| TOTAL | TOTAL              | 4               | 4                | 4                 | 12 | —               |